# Dimetrodon
Dimetrodon (”två sorters tänder”) är ett utdött släkte av pelycosaurier som levde i USA, Asien och Europa under mitten av perm för 278-260 miljoner år sedan. Som andra pelycosaurier var Dimetrodon en synapsid, det vill säga ett däggdjurslikt kräldjur.

## Beskrivning
Dimetrodon hade korta ben, som stack ut från sidorna av kroppen, och en lång svans. Den hade en stor skalle med korta, kraftiga käkar, och olika sorters tänder, bland annat hörntänder. Dimetrodon hade ett stort segel på ryggen, vars funktion dock ej utrönats. Dess syfte kan exempelvis ha bestått av att reglera kroppstemperaturen eller ha varit till för att imponera på artfränder. Dimetrodon var sin tids största rovdjur, och mätte 3,5 m från nos till svans, och vägde omkring 140 kg. (Genom studier av fossil tror några forskare att könen var olika stora, med större hanar än honor.) Trots sin storlek kan Dimetrodon ha varit snabb på kortare sträckor, och med sina kraftfulla käkar borde den vara ett farligt rovdjur. Dess föda bestod möjligtvis av stora amfibier och reptiler. Det har också föreslagits att Dimetrodon ägnade sig åt kannibalism.

## Dimetrodon i populärkulturen
Dimetrodon är känd bland utdöda djur, och förekommer i flera illustrationer och böcker om förhistoriskt liv. Den avbildas ibland med dinosaurier, även om den levde 40 miljoner år före dessa. Dimetrodon har också dykt upp på filmer som Till jordens medelpunkt år 1959, och år 2005 var Dimetrodon med i TV-serien Monstrens tid.